# Paraonidae
Paraonidae ist der Name einer Familie von Vielborstern (Polychaeta), die in Meeren weltweit als Detritusfresser von den Küsten bis in die Tiefsee zu finden sind.

## Merkmale
Die Paraonidae sind kleine, meist einheitlich gelbe bis braune Vielborster, die Längen von 2 mm bis 4 cm erreichen und bis zu 200 Segmente zählen. Sie haben einen länglichen, fadenförmigen und meist gewundenen Körper mit einem wohl entwickelten, stumpf kegelförmigen Prostomium, an dessen Oberseite hinten bei den meisten Arten eine einzelne Mittelantenne sitzt und das oft auch ein Paar Augen aufweist. Seitlich hinten trägt es rückziehbare, nierenförmige Nuchalorgane und am vorderen Rand eine rückziehbare Sinnespapille. Das Peristomium ist dagegen schwach entwickelt und besteht bei Adulttieren nur aus dem unterseitigen Bereich um den Mund. Der Körper besteht aus einem Vorderteil ohne Kiemen, einem etwas breiteren Mittelabschnitt mit Kiemen, an dem die Parapodien am besten entwickelt sind und der dorsoventral leicht abgeflacht sein kann, und einem wiederum kiemenlosen Hinterende. Der Afterlappen ist rückenseitig abgeschrägt und trägt meist zwei bis drei Cirren.
Die Parapodien sind zweiästig, doch sind beide Äste schwach entwickelt und haben keine Aciculae. Der Lappen hinter den Borsten des Notopodiums ist lang und cirrenförmig bis blattartig, der Lappen hinter den Borsten des Neuropodiums oft kleiner und stärker gerundet, im hinteren Körperabschnitt aber nicht vorhanden. Die cirrenförmigen bis bandartigen Kiemen entspringen am Rücken über den Parapodien. An den kiementragenden Segmenten verlaufen Querreihen von Cilien. Am ganzen Körper gibt es kapillarartige Borsten sowie stärker spezialisierte Borsten insbesondere im hinteren Körperabschnitt.
Ihre 2 bis 10 μm dicke Cuticula bedeckt ein Epithel, das insbesondere hinter jedem Parapodien und an der Bauchseite sehr drüsig ist.
Die Paraonidae haben meist einen nicht muskulösen, aber ausstülpbaren, axial gelegenen Pharynx, während dieser im Larvenstadium muskulös ist und sich bei der Metamorphose verändert. Er mündet bauchseitig in einen Mund, der von Lippen umgeben ist, wobei die Seitenlippen bewimpert sind.
Der Darmkanal ist eine gerade Röhre, die aus der Mundhöhle, dem Pharynx, Oesophagus und eigentlichen Darm besteht. Das geschlossene Blutgefäßsystem ist wohl entwickelt, verfügt aber über kein zentrales Herz. Die Kiemen, deren Atmung durch das Schlagen von Wimpern auf und zwischen den Kiemen unterstützt wird, werden durch zwei kräftige, sich zu Kapillaren verzweigende Blutgefäße versorgt, durch die rotes oder rötlich-gelbes Blut fließt. Die Nephridien sind als Metanephridien ausgebildet.

## Lebensraum
Die Paraonidae sind in Meeren weltweit von der Uferzone bis in Tiefen von 6000 m verbreitet. Sie leben auf weichem Sediment, Sand und Schlamm.

## Entwicklungszyklus
Die Paraonidae sind getrenntgeschlechtlich. Die Gameten werden in den hinteren Segmenten hinter den Kiemen gebildet und durch Zerreißen der Körperwand nach außen entlassen. Zumindest bei der Art Paradoneis armata sind Epitoken mit vergrößerten Augen und zum Schwimmen verbreiterten Borsten beobachtet worden. Über die Entwicklung der Larven ist wenig bekannt, doch gibt es wahrscheinlich sowohl Arten mit direkter Entwicklung der Eier zu kriechenden Würmern als auch solche mit indirekter Entwicklung über frei schwimmende Larven.

## Ernährung
Soweit bekannt, weiden die Paraonidae mit ihrem Pharynx Mikroorganismen vom Substrat ab, wobei es sich um Kammerlinge, Kieselalgen, Dinoflagellaten und Bakterien handeln kann.

## Gattungen
Die Familie Paraonidae wird in 8 Gattungen unterteilt:
- Aparaonis Hartman, 1965
- Aricidea Webster, 1879
- Cirrophorus Ehlers, 1908
- Levinsenia Mesnil, 1897
- Paradoneis Hartman, 1965
- Paraonides Cerruti, 1909
- Paraonis Grube, 1873
- Sabidius Strelzov, 1973